# Noord-Salomonsdwergijsvogel
De Noord-Salomonsdwergijsvogel (Ceyx meeki) is een vogel uit de familie Alcedinidae (ijsvogels). Eerder werd deze soort beschouwd als een ondersoort van de Molukse dwergijsvogel (C. lepidus). Deze vogel is genoemd naar de Britse natuuronderzoeker Albert Stewart Meek.

## Verspreiding en leefgebied
Deze vogel komt voor in het noorden van de Salomonseilanden. Er worden twee ondersoorten onderscheiden:
- C. m. meeki Rothschild, 1901: Choiseul en Santa Isabel.
- C. m. pallidus Mayr, 1935: Buka en Bougainville.